# 中国科学院新技术局
中国科学院新技术局是1960年代中国科学院设立的科研管理机构。

## 历史
1958年9月13日，院党组碰头会决定成立中国科学院党组新技术办公室，做为抓尖端研究的办事机构。主要任务是：“帮助党组梳辫子，与各方面挂钩，掌握数字，具体工作仍由各职能局负责”。由计划局副局长谷羽兼办公室主任。
1960年7月18日毛泽东在北戴河中共中央工作会议上讲话：“要下决心，搞尖端技术。”中国科学院党组决定充分发挥科学院优势，集中力量加强国防尖端科学研究工作，成立新技术局，统管科学院中承担国防任务的单位，列入军工待遇。 1960年7月20日，新技术办公室撤销，成立中国科学院新技术局，谷羽担任局长，宋政为副局长，陆绶观为计划处长，后来又有张和清、王世珍和苏景一担任副局长。中科院将科研所分为归口计划局和新技术局两大类。以承担尖端研究的科技人员超过该所全体科技人员60％为标准，把22个研究所划入新技术局口。此后随任务扩大又有增加。到1965年的时候，新技术局归口管理的研究机构发展到42个，仪器厂4个，共3万人，中科院党组决定由裴丽生分管。
1961年，毛泽东批示：“要大力协同做好这件工作。”为此，聂荣臻副总理提出：五院（即后来的七机部）、二机部、中国科学院，“三家要拧成一股绳”，共同完成任务。1961年7月，国防科委决定由刘杰、钱三强、张劲夫、裴丽生、刘西尧组成二机部和中科院的五人协作小组，由王诤、钱学森、张劲夫、裴丽生、刘西尧组成国防部五院和中科院的五人协作小组。
1965年6月，科学院向聂荣臻副总理呈送了《关于加强和改进新技术工作，更好地为国防服务的请示报告》，建议成立中国科学院新技术委员会，得到批准。1966年1月中国科学院新技术委员会成立时，裴丽生任主任，副主任张从周（从力学所党委书记、副所长调任）、李德仲、卫一清、杨刚毅、谷羽。
1967年3月聂荣臻向中央写了《关于军事接管和调整改组国防科研机构的请示报告》，先后经周恩来、毛泽东签批。1967年10月25日，毛泽东批准聂荣臻《关于国防科研体制调整、改组方案的报告》，决定成立若干研究院，新技术局及其归口的46个所、厂分别调整到对口的8个研究院，另有10个所未分配留在科学院。新技术局机关人员被分配到13个单位。